# Los Pui Pui
Los Pui Pui (título original: Pui Pui Molcar) es una serie animada japonesa producida por Shin-Ei Animation y Japan Green Hearts en colaboración con Bandai Namco Entertainment. Fue dirigida por Tomoki Misato y se emitió por primera vez en TV Tokyo el 5 de enero de 2021. Elogiada por la crítica y la audiencia en general, fue reconocida como «una joya animada en stop-motion» por el portal Espinof.

## Sinopsis
Cada episodio se centra en un mundo en el que las personas conducen vehículos que son híbridos entre conejillos de indias y automóviles. Aunque la historia de cada episodio varía, el núcleo de la serie se centra en las travesuras de estos personajes y, a veces, en la resolución de problemas para sus amigos y sus conductores. Los episodios incluyen algunas parodias de géneros cinematográficos famosos para conseguir un efecto cómico.

## Desarrollo

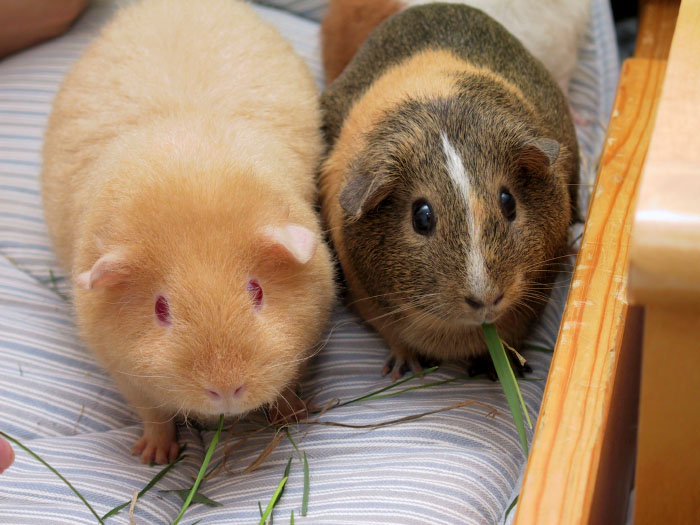
Los protagonistas de la serie son conejillos de indias que sirven como medios de transporte

Tomoki Misato es un animador y director de stop-motion nacido en Tokio y graduado en la Universidad de Arte de Musashino en 2016. Aunque había realizado previamente algunos cortometrajes, se hizo famoso en la industria de la animación cuando dirigió el premiado corto My Little Goat en 2018.
Como director novel, comenzó a trabajar en Los Pui Pui cuando Bandai Namco Entertainment le hizo una oferta para producir una serie de animación que se emitiría como uno de los segmentos en la franja Kinder TV. Según el propio Misato, el peculiar diseño y la animación de la serie, así como su premisa, surgieron de una idea en 2019. Recordó que «si los autos fueran simpáticos conejillos de indias, ¿se resolverían los frustrantes sucesos que ocurren mientras se conduce?» y añadió que «para actuar sobre una sociedad que se deja llevar fácilmente por la gente, también quiero transmitir la diversión y la importancia de la misma». Casi todos los episodios de la serie fueron dirigidos y escritos por el propio Misato, aunque contó con la ayuda de un equipo de animación provisto por Japan Green Hearts.
La serie tardó un año y medio en producirse. La mayoría de los personajes se diseñaron con algodón y lana, y algunos de los efectos se hicieron con hilo de algodón y algunas linternas. Además, en la serie se utilizó la pixelación y la fotografía time-lapse para incluir actores de acción real dentro de los Molcars en algunos episodios, así como grabaciones de sonidos de conejillos reales para las voces de los personajes. La serie también incorpora elementos de animación 2D tradicional en forma de fragmentos.

## Recepción
La serie cosechó una recepción positiva de crítica y fanáticos en Japón y en otros territorios. Naoki Ogi, un crítico educativo, declaró: «Interpretar la historia a partir de la música, los movimientos y las expresiones faciales en un anime sin diálogos estimula la imaginación de los niños. El mensaje no se explica con palabras, pero es bueno desde el punto de vista educativo». También añadió que «la actual pandemia del COVID-19 puede influir en el aumento de la popularidad de la serie». Hakusai Kobayashi, de la revista Famitsū, también elogió la serie por su animación y su sencillo argumento: «Tiene un alto grado de perfección como obra de animación. Supongo que esa es la razón por la que la serie se ha hecho popular». La revista japonesa Best Car de la editorial Kodansha le dedicó al seriado un artículo de tres páginas.